# Liste des évêques et archevêques de Freetown
Liste des évêques et archevêques de Freetown
(Archidioecesis Liberae Urbis)
Le vicariat apostolique de Sierra Leone est créé le 13 avril 1858, par détachement de celui des Deux Guinées et Sénégambie.
Il est érigé en évêché et change de dénomination le 18 avril 1950 pour devenir l'évêché de Freetown et Bo.
Ce dernier est érigé en archevêché le 15 janvier 2011 et change de dénomination le même jour pour devenir l'archevêché de Freetown, à la suite d'une scission qui entraîne par ailleurs la création de l'évêché de Bo.

## Sont vicaires apostoliques
- 13 avril 1858-† 25 juin 1859 : Melchior de Marion-Brésillac (Melchior Marie Joseph de Marion-Brésillac), vicaire apostolique de Sierra Leone.
- 25 juin 1859-9 novembre 1903 : siège vacant
  - 25 juin 1859-? 1864 : vacance de l'administration du siège
  - ? 1864-? 1892 : Édouard Blanchet, pro-vicaire apostolique de Sierra Leone[1]; dirige le vicariat apostolique.
  - ? 1892-22 avril 1903 : James Browne, pro-vicaire apostolique de Sierra Leone[1]; dirige le vicariat apostolique.
- 9 novembre 1903-23 septembre 1932 : John O’Gorman (John Joseph O’Gorman), vicaire apostolique de Sierra Leone.
- 23 mai 1933-16 avril 1936 : Bartholomew Wilson (Bartholomew Stanley Wilson), vicaire apostolique de Sierra Leone.
- 16 avril 1936-18 mai 1937 : siège vacant
- 18 mai 1937-18 avril 1950 : Ambrose Kelly, vicaire apostolique de Sierra Leone.

## Sont évêques
- 18 avril 1950-† 12 février 1952 : Ambrose Kelly, promu évêque de Freetown et Bo.
- 11 décembre 1952-4 septembre 1980 : Thomas Brosnahan (Thomas Joseph Brosnahan), évêque de Freetown et Bo.
- 4 septembre 1980-22 mars 2007 : Joseph Ganda (Joseph Henry Ganda), évêque de Freetown et Bo
- 15 mars 2008-15 janvier 2011 : Edward Charles (Edward Tamba Charles), évêque de Freetown et Bo

## Sont archevêques
- depuis le 15 janvier 2011 : Edward Charles (Edward Tamba Charles), promu archevêque de Freetown.

## Galerie de portraits

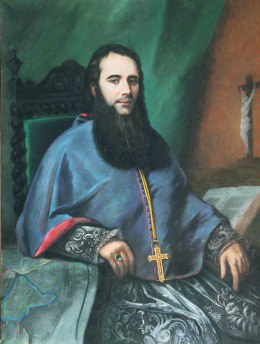
Melchior de Marion-Brésillac (1858-1859)